# Harmothoe macnabi
Harmothoe macnabi är en ringmaskart som beskrevs av Pettibone 1985. Harmothoe macnabi ingår i släktet Harmothoe och familjen Polynoidae. Inga underarter finns listade i Catalogue of Life.